# Средно училище „Любен Каравелов“ (Несебър)
Средно училище „Любен Каравелов“ е гимназия в град Несебър, област Бургас, създадена през 1880 г. Патрон на училището е Любен Каравелов. То е разположено на ул. „Любен Каравелов“ № 1. През учебната 2023/2024 година в него се обучават 1243 деца. Към 2024 г. директор на училището е Ева Зивилдиева.

## История
Училището е правоприемник на първото училище в Несебър, открито през 1880 г. от даскал Добри Савов от село Градец, Котленско. През 1893 г. е построена първата сграда на училището, с държавни средства и с дарения и помощи от българското население в цялата община. От учебната 1981/1982 година то става Единно средно политехническо училище, а от 1990 г. е Средно общообразователно училище „Любен Каравелов“.